# فرودگاه لیهوئه
فرودگاه لیهوئه (به انگلیسی: Lihue Airport) یک فرودگاه همگانی بهره‌برداری هوایی (۲۰۰۵) با کد یاتا LIH است که یک باند فرود آسفالت دارد و طول باند آن ۱۹۸۱ متر است. این فرودگاه در کشور ایالات متحده آمریکا قرار دارد و در ارتفاع ۴۷ متری از سطح دریا واقع شده است.

## شرکت‌های هواپیمایی و مقصدهای پروازی

A Hawaiian Airlines بوئینگ ۷۱۷ at the gate.

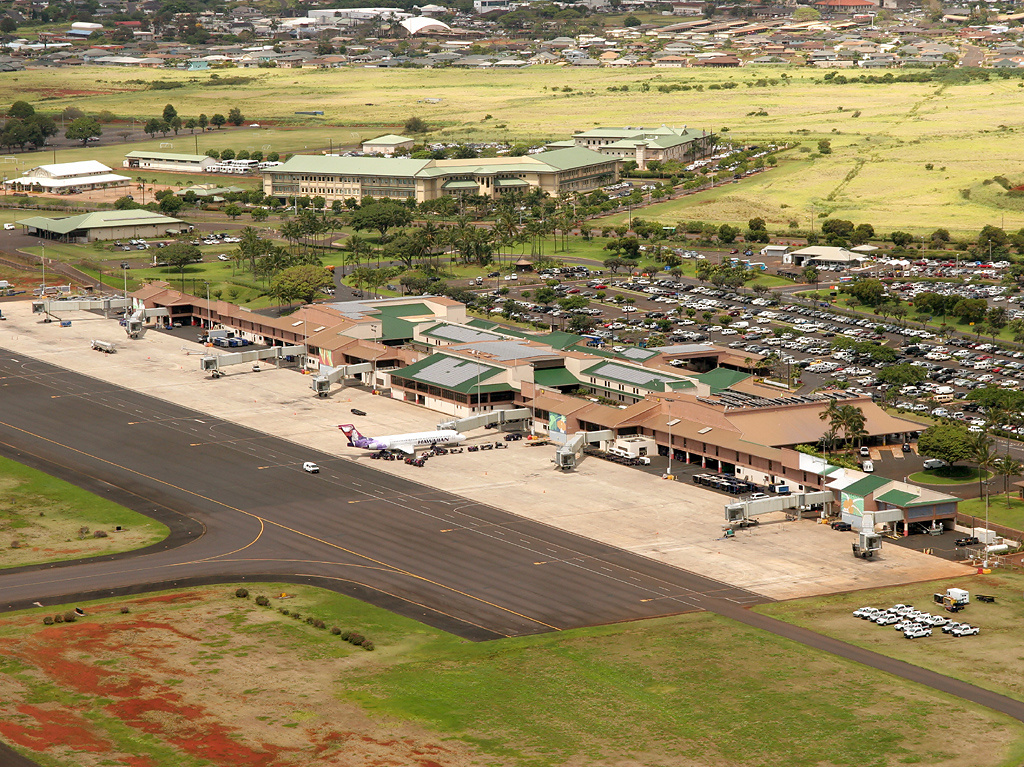
The terminal

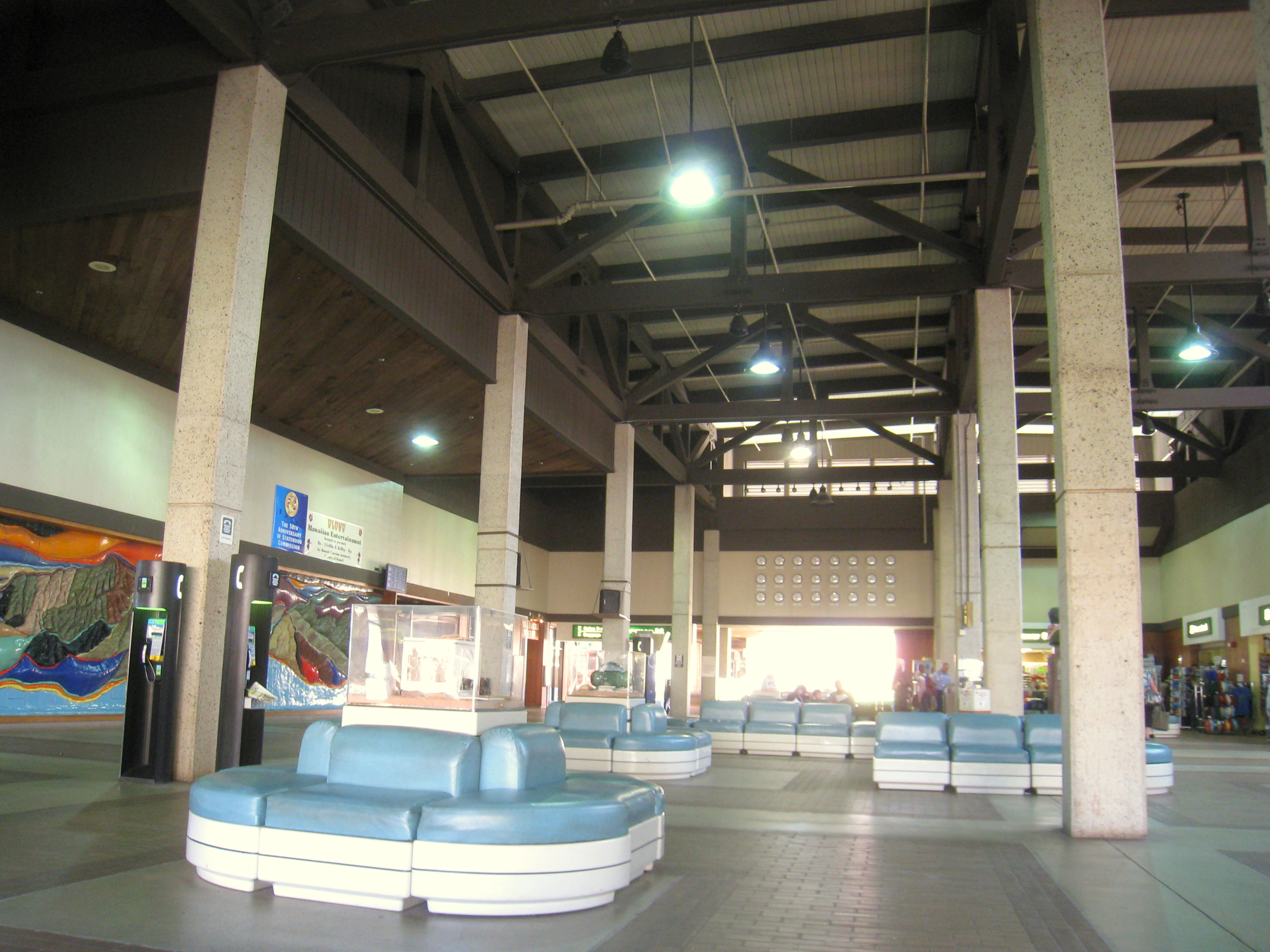
Inside the airport terminal

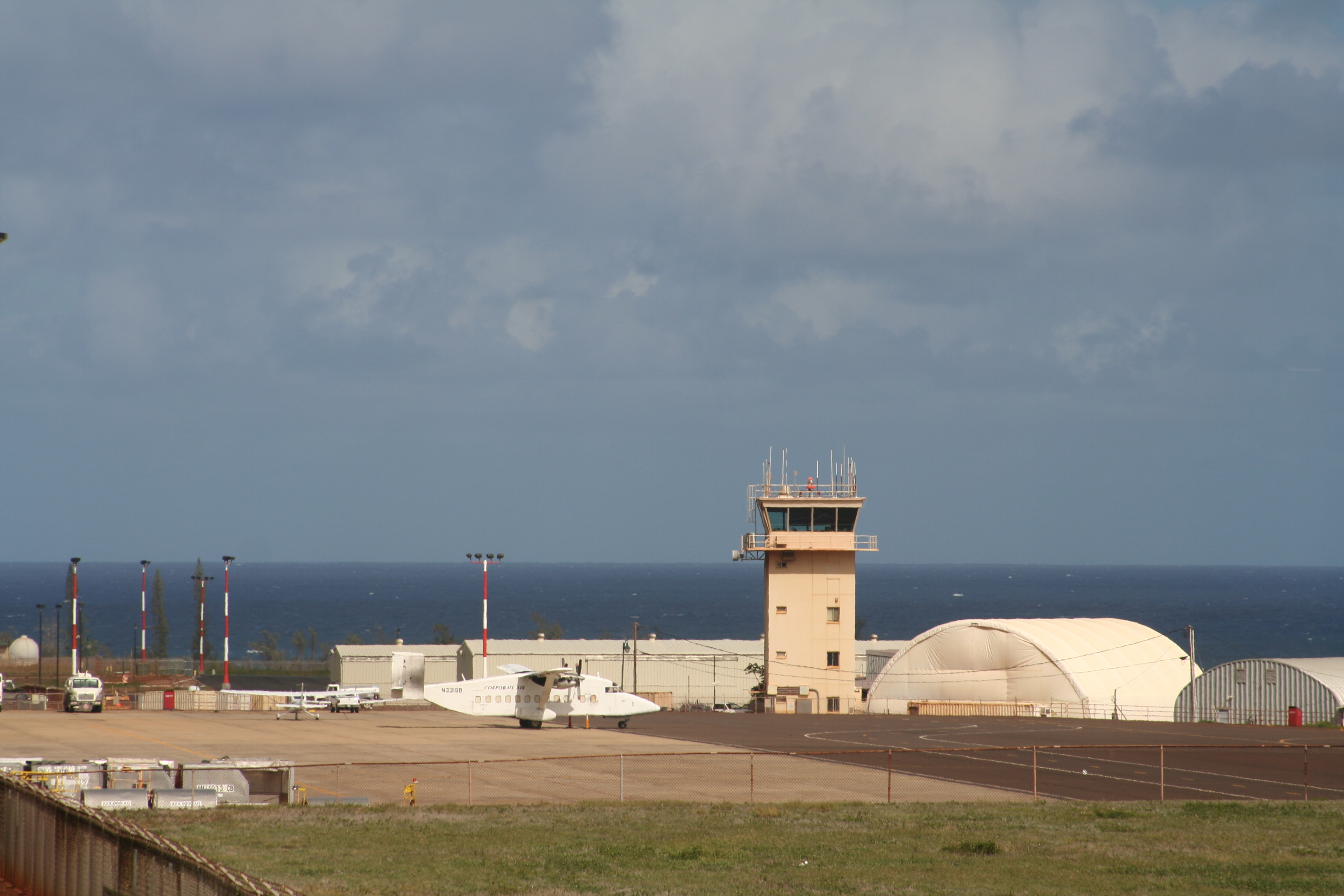
The مراقبت پرواز

| شرکت‌های هواپیمایی | مقصدهای پروازی                                                                                |
| ----------------- | --------------------------------------------------------------------------------------------- |
| آلاسکا ایرلاینز   | اوکلند، سن دیه‌گو، سان خوزه، سیاتل-تاکوما فصلی: پورتلند                                        |
| امریکن ایرلاینز   | لس‌آنجلس، فینکس اسکای هاربر فصلی: دالاس-فورت ورث (آغاز از ۱۵ دسامبر ۲۰۱۷)                      |
| دلتا ایرلاینز     | لس‌آنجلس، سیاتل-تاکوما (آغاز از ۲۱ دسامبر ۲۰۱۷)                                                |
| Hawaiian Airlines | بین الملی هونولولو، کاهولوی، کونا، لس‌آنجلس فصلی: اوکلند (Daily service resumes ۱۱ آوریل ۲۰۱۸) |
| Island Air        | بین الملی هونولولو                                                                            |
| یونایتد ایرلاینز  | دنور، لس‌آنجلس، سانفرانسیسکو                                                                   |
| وست جت            | فصلی: ونکوور                                                                                  |